# دیوید جی. پیترسن
دیوید جی. پیترسن (انگلیسی: David J. Peterson؛ زادهٔ ۲۰ ژانویهٔ ۱۹۸۱) یک زبان‌شناس، ابداع‌کنندهٔ چند زبان فراساخته و نویسنده اهل ایالات متحده آمریکا است.
او دانش‌آموختهٔ زبان‌شناسی در دانشگاه کالیفرنیا، برکلی و دانشگاه کالیفرنیا، سن دیگو و ابداع‌کنندهٔ زبان دوتراکی و زبان والریایی برای مجموعهٔ تلویزیونی بازی تاج‌وتخت و همچنین دو زبان ساختگی برای ثور: دنیای تاریک و دکتر استرنج است.